# Apeshit
«Apeshit» (стилизовано под маюскул) — песня, записанная американской певицей Бейонсе и её супругом Jay-Z, и выпущенная под именем группы the Carters с первого их совместного альбома Everything Is Love. Съёмки велись в Лувре в Париже. Релиз прошёл 16 июня 2018 года лейблами Parkwood и Roc Nation. 21 августа 2018 года на церемонии 2018 MTV Video Music Awards видеоклип этой песни получил награду в категории как лучшее Best Art Direction и Best Cinematography (всего было 8 номинаций, включая, видео года, коллаборация, хип-хоп видео, хореография, лучшие режиссёр и редактор).

## История
Песня 30 июня 2018 года заняла позицию № 13 в свою дебютную неделю на Billboard Hot 100, став первым синглом с нового альбома, который также вошёл в альбомный чарт Billboard 200 на позиции № 2.
Глубокий экскурс в историю и происхождение термина «Apeshit» сделало американское интернет-издание Slate.

## Отзывы
Apeshit получила положительные отзывы музыкальных критиков и интернет-изданий: NPR, Rolling Stone, Pitchfork.

## Музыкальное видео
Музыкальное видео снимали в мае 2018 года в Лувре в Париже. Режиссёром выступил Ricky Saiz. Премьера клипа прошла на вторую ночь лондонского шоу во время их концертного тура On the Run II Tour на Олимпийском стадионе Лондона (London Stadium). Клип длится около 6 минут, во время которого супружеская пара Бейонсе и Джей-Зи появляется перед картиной Леонардо Да Винчи «Мона Лиза» (Джоконда). Чернокожая пара выглядит «безмятежной», напоминая собою «сами произведения искусства». В прессе обсуждаются скрытые смыслы видео, в котором музыканты на фоне мировой сокровищницы шедевров демонстрируют свою культуру. Кроме Джоконды в клипе засветились Венера Милосская, Ника Самофракийская и «Портрет негритянки» (Portrait d'une négresse) авторства французской художницы Мари Бенуа.
Критики также отмечают новый гендерный взгляд двух исполнителей на отношения полов в этом клипе, о новом интересе к более целостным представлениям о маскулинности и женственности. Мужчины показаны как изящные и доблестные, а женщины как почтенные и энергичные. Ещё более подробный анализ образов, смыслов и намеков музыкального видео сделали журналы Time, Elle и Esquire, давший ему характерный подзаголовок «Феминистский рэп-экскурс в историю искусства».
Музыкальное видео получило 8 номинаций на церемонии Video of the Year, Best Collaboration, Best Hip-Hop Video, Best Cinematography, Best Direction, Best Art Direction, Best Choreography и Best Editing и победило в двух из них, Best Cinematography и Best Art Direction.

## Чарты
| Чарт (2018)                                | Высшая позиция |
| ------------------------------------------ | -------------- |
| Австралия (ARIA)                           | 51             |
| Бельгия/Фландрия (Ultratop 50)             | 37             |
| Бельгия/Валлония (Ultratip Bubbling Under) | 39             |
| Канада (Canadian Hot 100)                  | 24             |
| Чехия (Singles Digitál Top 100)            | 68             |
| Франция (SNEP)                             | 23             |
| Греция (Billboard)                         | 1              |
| Венгрия (Single Top 40)                    | 17             |
| Ирландия (IRMA)                            | 33             |
| Италия (FIMI)                              | 93             |
| Нидерланды (Single Top 100)                | 59             |
| Новая Зеландия (RMNZ)                      | 4              |
| Португалия (AFP)                           | 39             |
| Шотландия (OCC Scotland)                   | 43             |
| Словакия (Singles Digitál Top 100)         | 33             |
| Швеция (Sverigetopplistan)                 | 56             |
| Швейцария (Schweizer Hitparade)            | 69             |
| Великобритания (OCC UK Singles)            | 33             |
| США Billboard Hot 100                      | 13             |
| США Rhythmic (Billboard)                   | 9              |

## Сертификации
| Регион                                                                      | Сертификация | Продажи   |
| --------------------------------------------------------------------------- | ------------ | --------- |
| Канада (Music Canada)                                                       | Платиновый   | 80 000    |
| Франция (SNEP)                                                              | Золотой      | 100 000   |
| Польша (ZPAV)                                                               | Золотой      | 10 000    |
| Великобритания (BPI)                                                        | Серебряный   | 200 000   |
| США (RIAA)                                                                  | Платиновый   | 1 000 000 |
| Данные о продажах + прослушиваниях приведены только на основе сертификации. |              |           |